# ابراهیم حصار
ابراهیم حصار (عربی: ابراهيم فارس حصار؛ زادهٔ ۱۵ نوامبر ۱۹۹۳) بازیکن فوتبال 
اهل سوریه است.
وی همچنین در تیم ملی فوتبال سوریه بازی کرده‌است.